# Alegaon Paga
Pour les articles homonymes, voir Paga (homonymie).
Alegaon Paga  est un village panchayat dans l'état du Maharashtra, en Inde,. Ce village se trouve à 2,6 km à l'est de la rivière Bhima. Sur le plan administratif, Alegaon Paga est dépend de Shirur Taluka dans le district de Pune, dans l'état du Maharashtra. Le village de Alegaon Paga est à 5,5 km par la route au nord du village de Ranjangaon Sandas, et à 31 km par la route au sud de la ville de Shirur.
Il y a deux villages dans le gram panchayat : Alegaon Paga et Arangaon

## Démographie
Dans le recensement de 2001, le village d'Alegaon Paga compte 2 610 habitants, avec 1 347 hommes (51,6%) et 1 263 femmes (48.4%), pour un sex ratio de 938 femmes pour un millier d'hommes